# Debnewo
Debnewo (bułg. Дебнево) – wieś w północnej Bułgarii, w obwodzie Łowecz, w gminie Trojan. Według danych Narodowego Instytutu Statystycznego, 31 grudnia 2011 roku wieś liczyła 716 mieszkańców.

## Środowisko naturalne
Przez Debnewo przepływa rzeka Widima.

## Zabytki
Zabytkiem Debnewa są ruiny starożytnej twierdzy Kale.

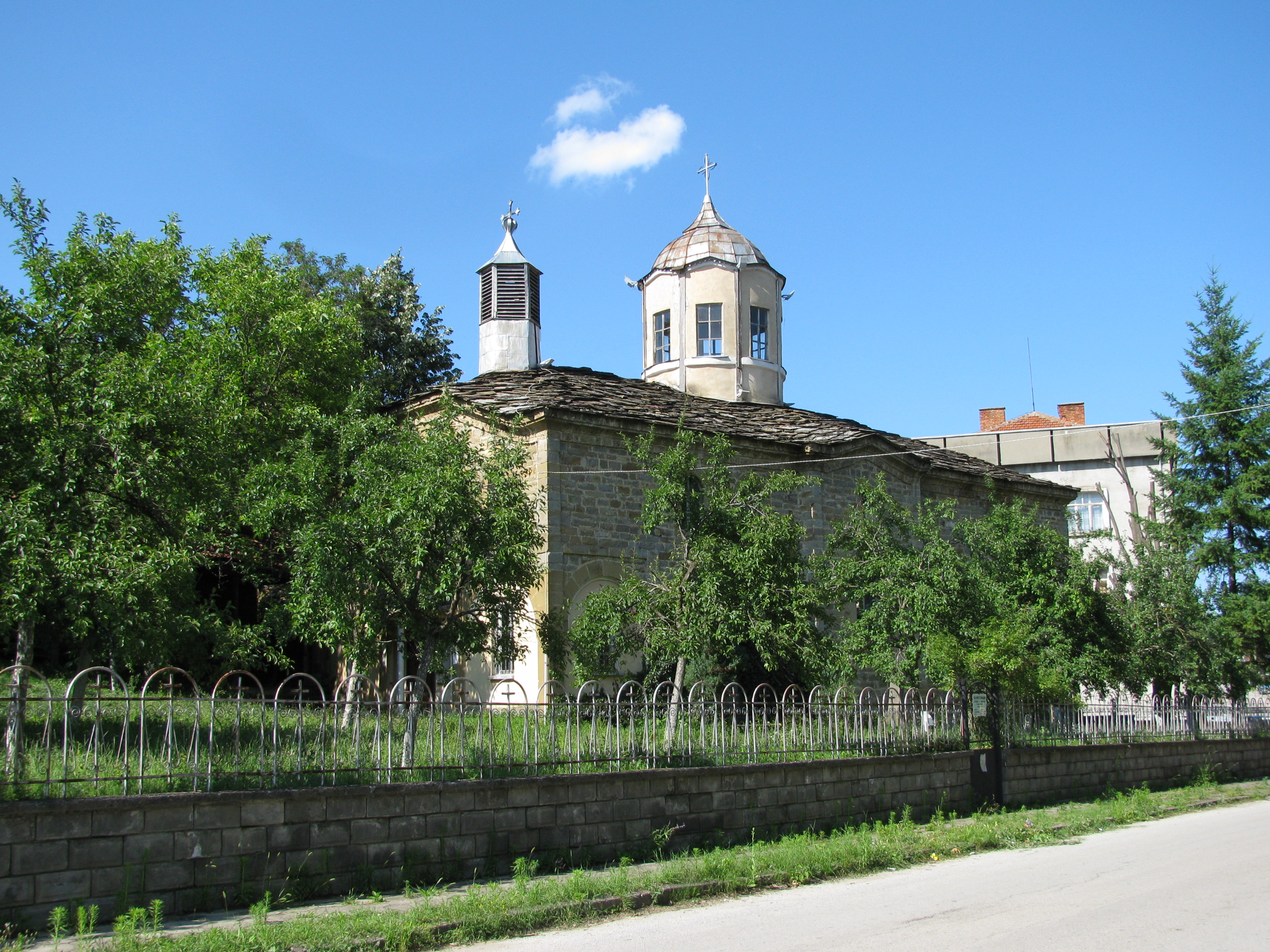
Cerkiew
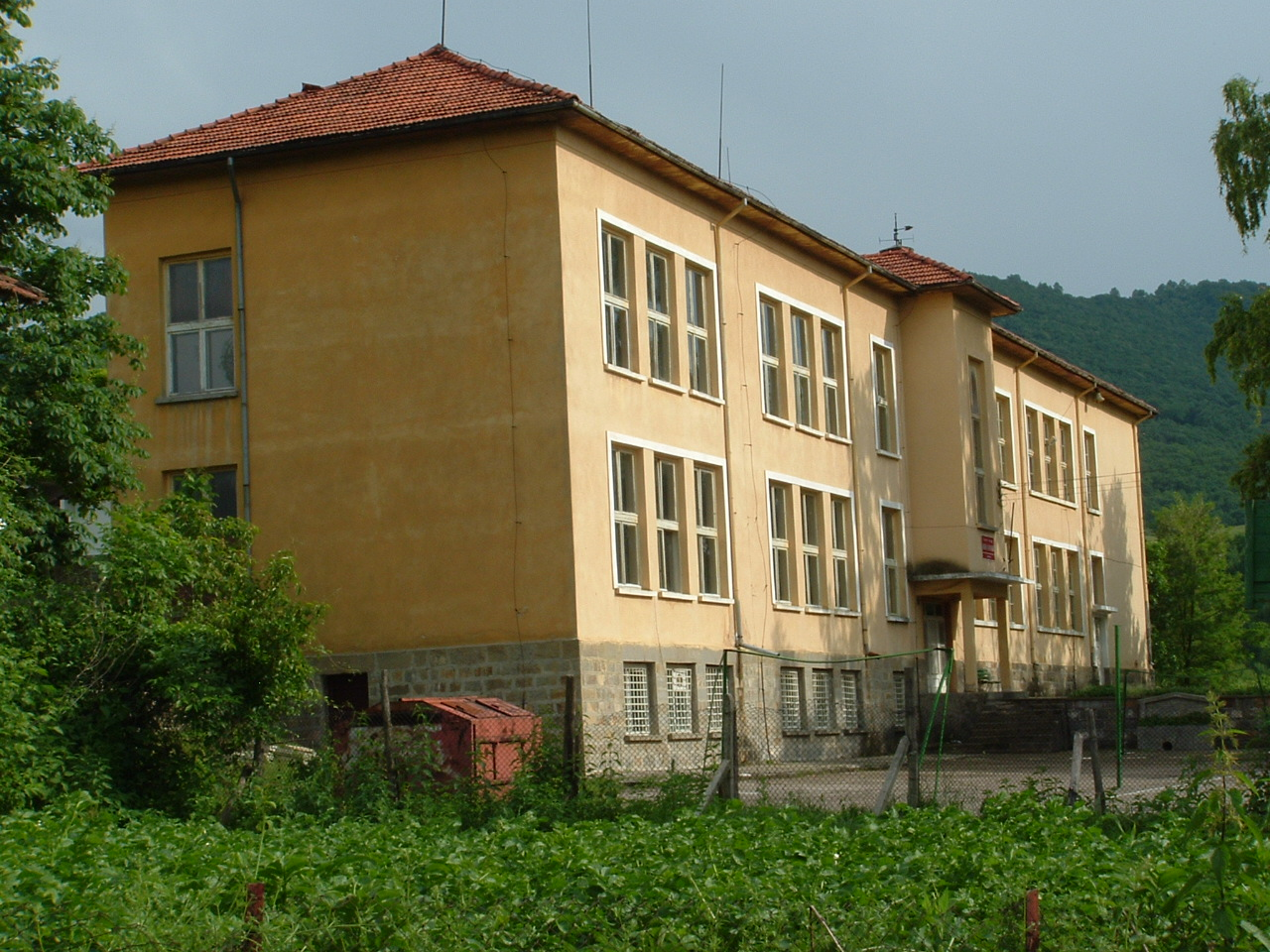
Szkoła
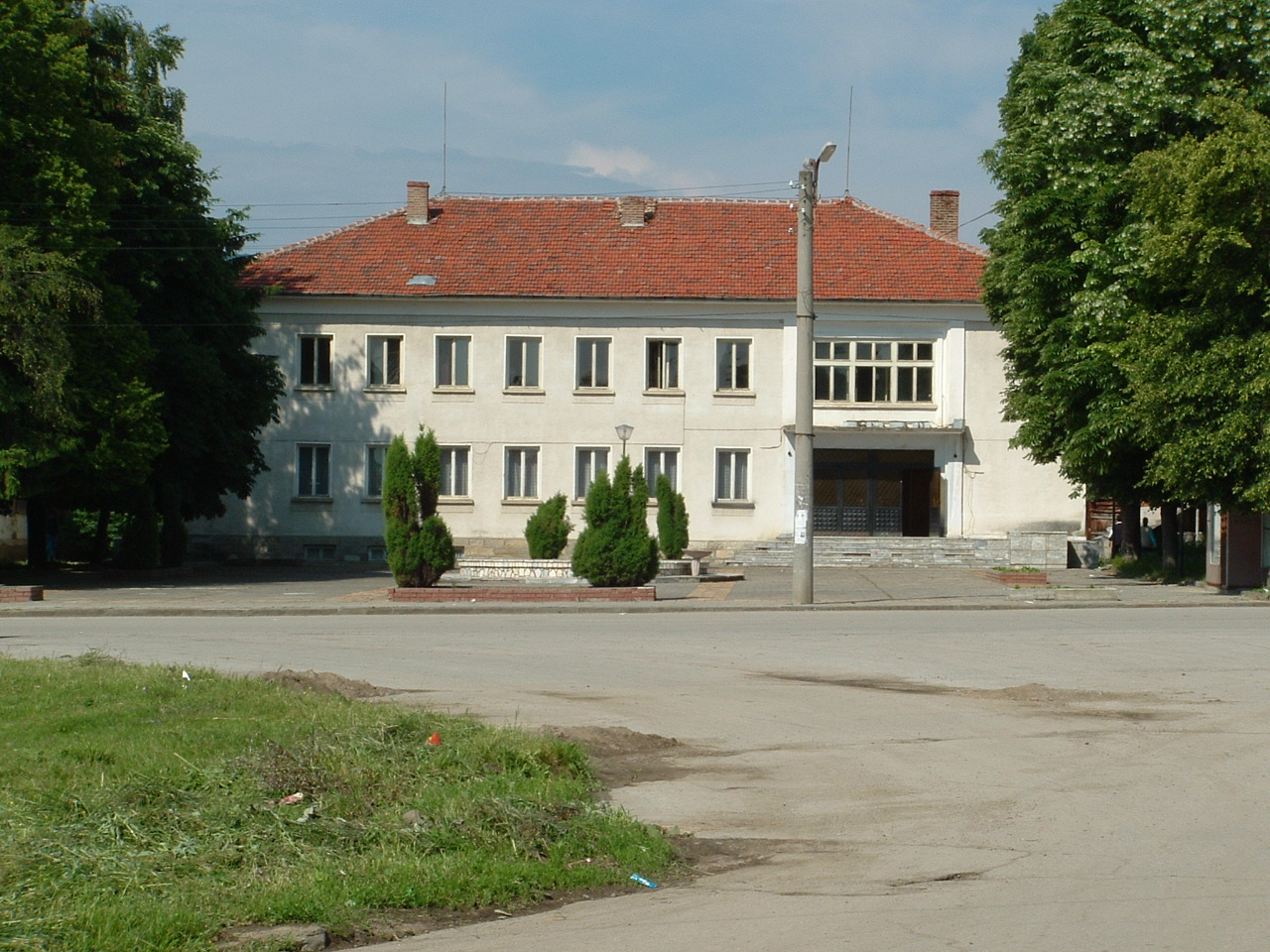
Dom kultury
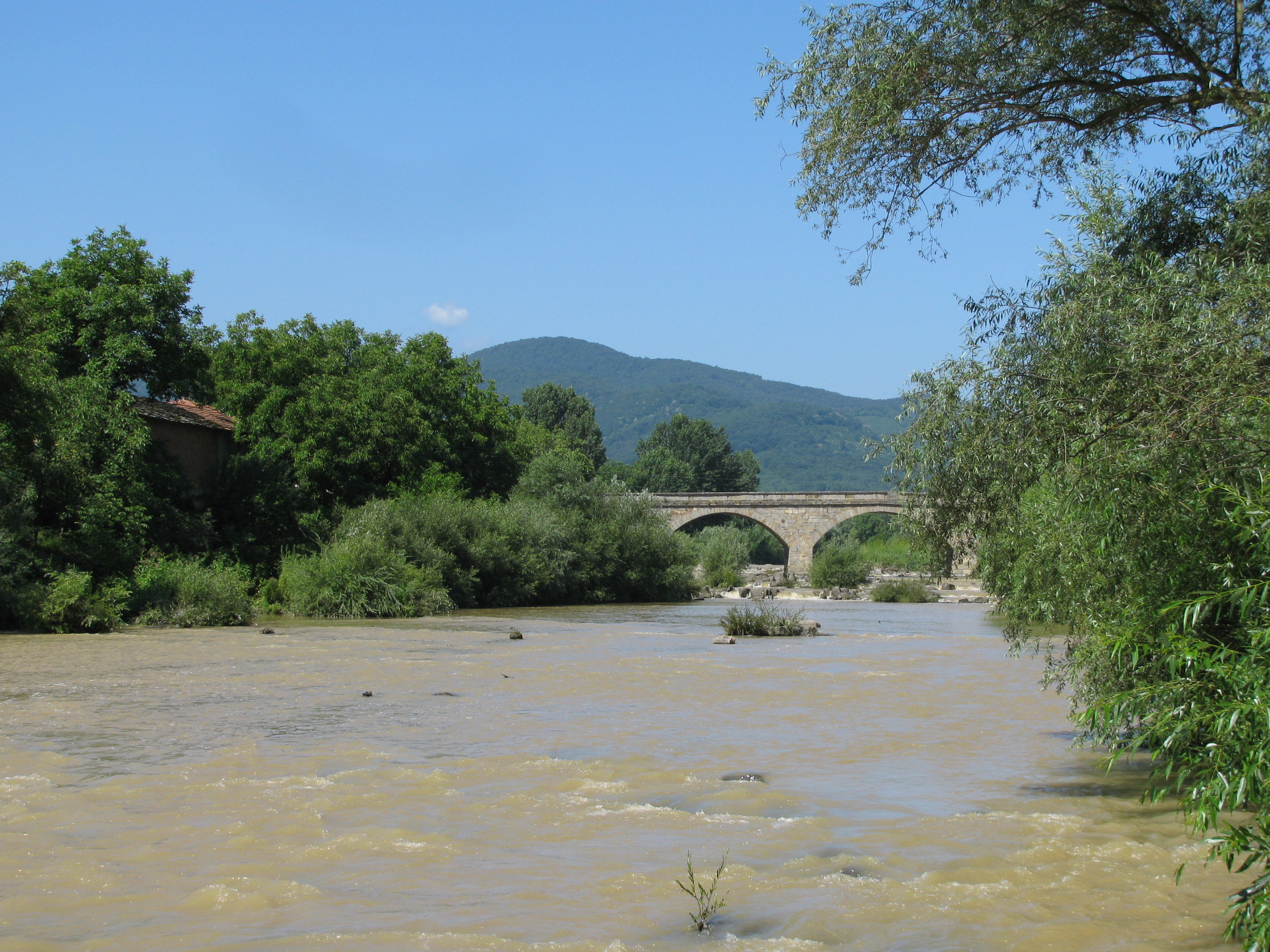
Most nad rzeką Widima
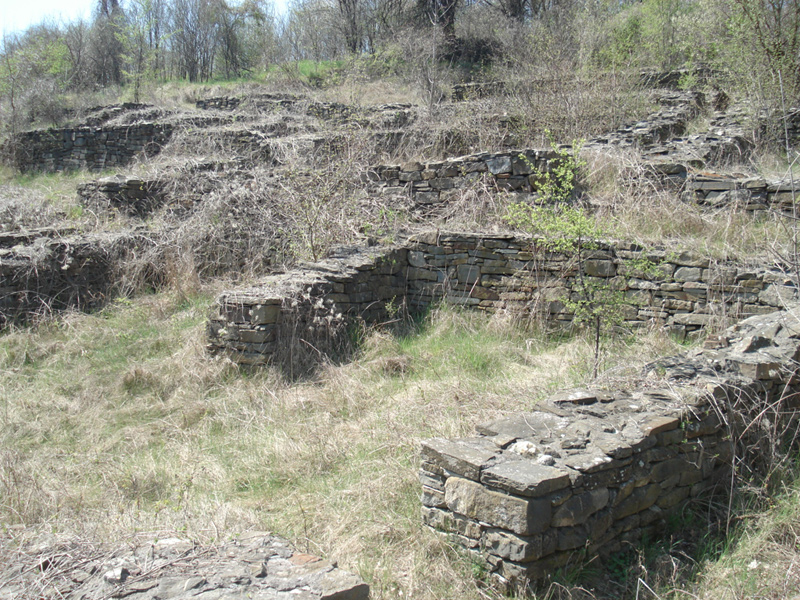
Ruiny twierdzy Kale